# Sourdon
Sourdon é uma comuna francesa na região administrativa de Altos da França, no departamento de Somme. Estende-se por uma área de 5,12 km². Em 2010 a comuna tinha 339 habitantes (densidade: 66,2 hab./km²).